# آژانتا فارما
آژانتا فارما (انگلیسی: Ajanta Pharma) شرکت داروسازی هندی است، که در سال ۱۹۷۳ تأسیس شد.